# Palouse

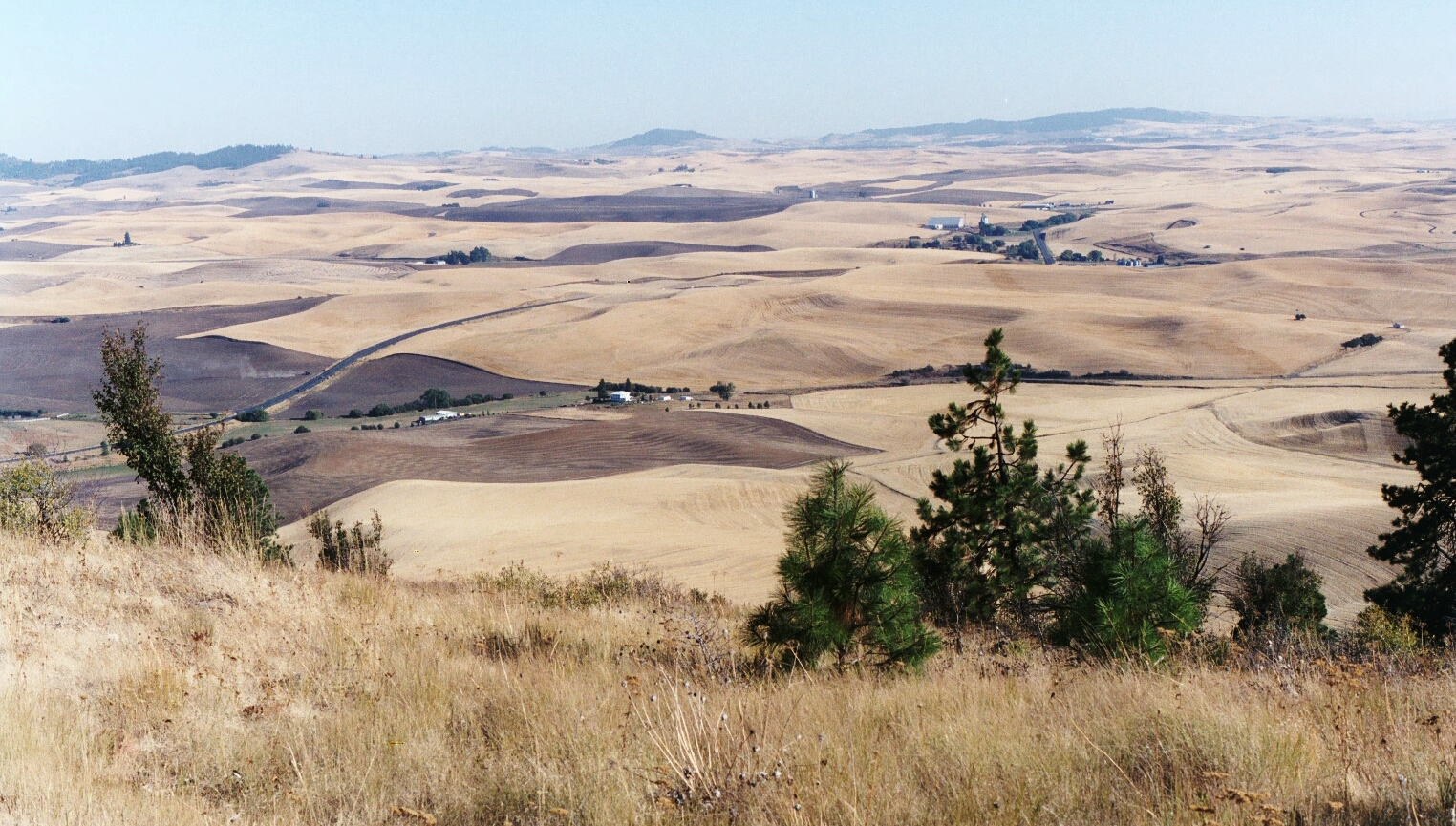
Vùng Palouse, Đông Washington, nhìn về đông nam từ đông nam Kamiak

Palouse là một vùng của Tây Bắc Hoa Kỳ bao gồm Đông Washington, miền Trung Bắc Idaho và, theo một số định nghĩa, kéo dài về phía nam vào đông bắc Oregon. Đây là một khu vực nông nghiệp trồng lúa mì chính. Cách Đường mòn Oregon khoảng 250 Km về phía bắc, vùng này đã trải qua thời kỳ phát triển nhanh vào cuối thế kỷ 19, chỉ trong một thời gian ngắn đã có dân số vượt qua vùng Puget Sound của tiểu bang Washington.

## Địa lý và lịch sử

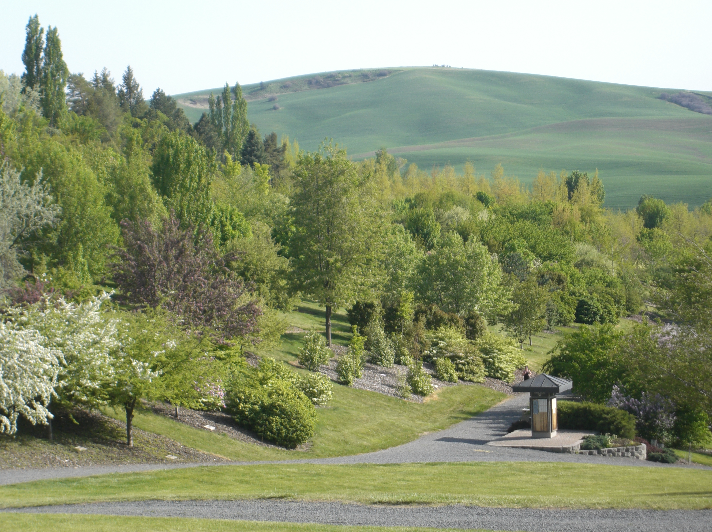
Đồi Palouse ở phía nam Vườn cây gổ của Đại học Idaho tại thành phố Moscow, Idaho

Nguồn gốc tên gọi Palouse thì không rõ lắm. Có một giả thuyết cho rằng tên của bộ lạc người da đỏ Palus (theo những lời kể khi xưa nó được đánh vần phức tạp là Palus, Palloatpallah, Pelusha,...) được những người buôn bán da thú Canada gốc Pháp đổi thành từ quen thuộc hơn đối với người Pháp là pelouse, có nghĩa là "đất có cỏ dày và ngắn". Theo thời gian thì tên gọi biến thành Palouse. Một giả thuyết khác thì cho rằng cái tên này đầu tiên là một từ tiếng Pháp để diễn tả khu vực mà lúc đó có người bản thổ sinh sống.
Theo truyền thống, vùng Palouse được định nghĩa như là một vùng đồi và đồng cỏ phì nhiêu nằm ở phía bắc của Sông Snake mà chia cắt nó khỏi Xứ Walla Walla, nằm ở phía bắc của Sông Clearwater mà chia cắt nó khỏi Đồng cỏ Camas, kéo dài lên phía bắc dọc theo ranh giới giữa tiểu bang Washington và Idaho, phía nam của Spokane, có trung tâm trên Sông Palouse. Vùng này từng là một khu định cư và phát triển mạnh về trồng lúa mì trong thập niên 1880. Nó là một phần của vùng trồng lúa mì lớn hơn tại đông nam Washinton, ban đầu có trung tâm ở Quận Walla Walla ở phía nam Sông Snake.
Trong khi định nghĩa này về vùng Palouse vẫn còn quen thuộc ngày nay, thuật từ này đôi khi được dùng để ám chỉ toàn vùng trồng lúa mì, bao gồm Quận Walla Walla, Đồng cỏ Camas của tiểu bang Idaho, vùng Big Bend của miền trung Cao nguyên Sông Columbia, và các khu vực nông nghiệp nhỏ hơn như Quận Asotin, Washington và Quận Umatilla, Oregon. Định nghĩa bao quát này được các tổ chức như Quỹ Thế giới Thiên nhiên (World Wide Fund for Nature) sử dụng để định nghĩa tổng quát hơn hệ sinh thái đồng cỏ Palouse.
Cộng đồng của vùng Palouse tại tiểu bang Washington nằm trong Quận Whitman cách phía tây Potlach của Idaho khoảng 11 Km (7 mi).
Mặc dù, vùng Palouse từ trước đến nay được định nghĩa là vùng khác biệt với vùng Walla Walla cổ xưa hơn ở phía nam Sông Snake nơi mà canh tác lúa mì trên khô đầu tiên được chứng minh là có thể được trong thập niên 1860. Suốt thập niên 1870 vùng Walla Walla nhanh chóng chuyển sang đất nông trại trong khi những thí nghiệm đầu tiên về việc trồng lúa mì lại bắt đầu trong vùng Palouse là nơi mà khi trước là nơi chuyên nuôi bò và cừu. Khi các vụ thử nghiệm được chứng minh là thành công, cơn sốt đất nhỏ nhanh chóng làm cho vùng Palouse trở nên đông đúc nông gia trong thập niên 1880. Sự phổ biến đường xe lửa ngay sau đó làm gia tăng thêm sự định cư vùng Palouse. Đến năm 1890 gần như tất cả đất đai Palouse đã có người làm chủ và chuyển sang canh tác lúa mì.

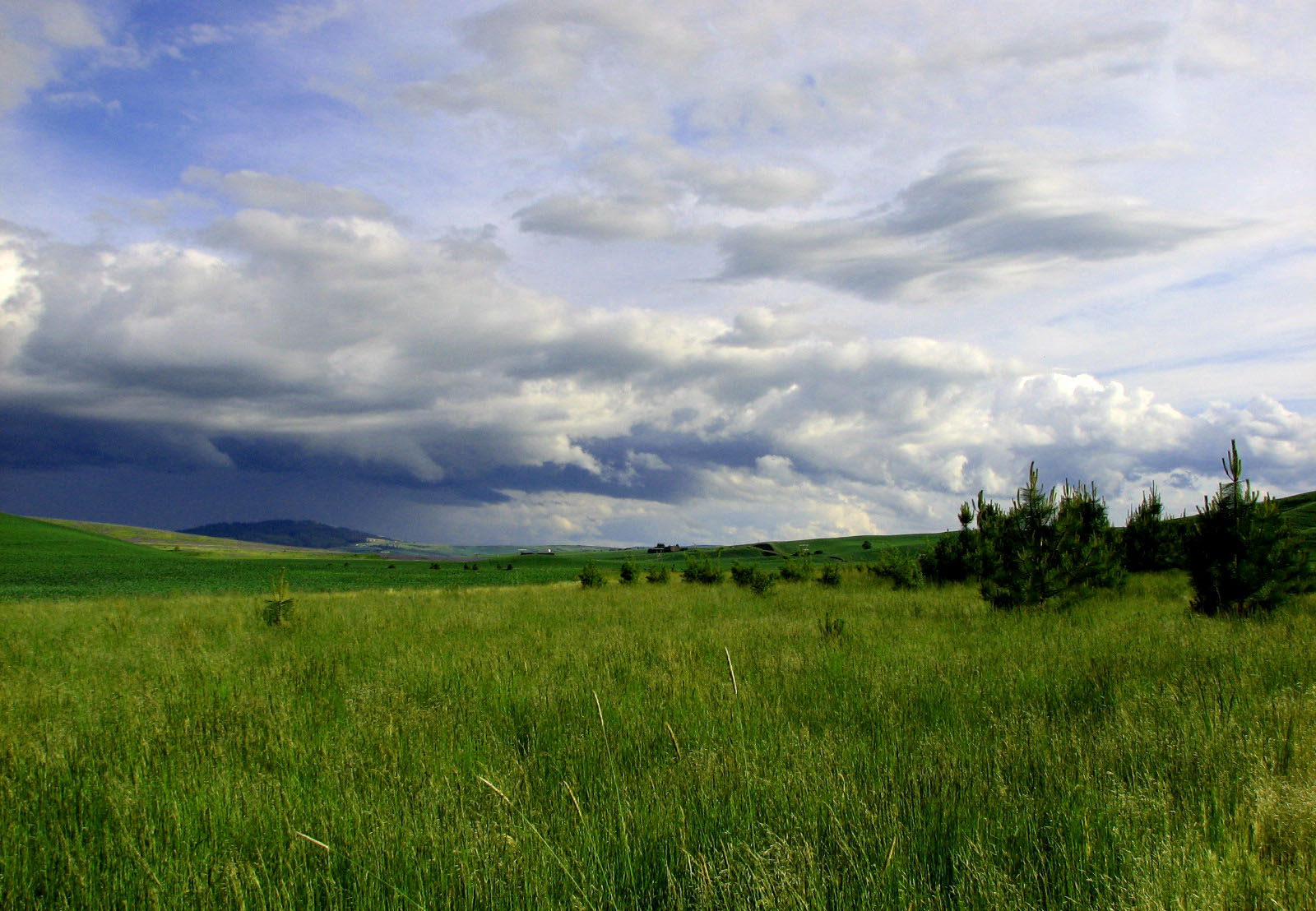
Vài dặm về phía bắc Moscow, Idaho ở trung tâm vùng Palouse. Khu đất này giáp ranh với Lạch Paradise. Hình chụp của Daniel Foucachon của Moscow, Idaho.

Không giống như Xứ Walla Walla với 1 thành phố trung tâm là Walla Walla, vùng Palouse region chứng kiến sự trỗi dậy của ít nhất 4 trung tâm, tất cả chỉ cách nhau có vài dặm: Colfax, Washington (xưa nhất), Palouse, Washington, Pullman, Washington, và Moscow, Idaho. Bốn trung tâm này cùng với 10 trung tâm nhỏ hơn tạo nên một bản thể đô thị khuyết tán, tương đương xứ Walla Walla.
Các thành phố dọc ranh giới với Palouse, theo một số định nghĩa, bao gồm những thành phố nằm bên trong vùng Palouse trong đó có Lewiston, Idaho phục vụ vùng nông trại Đồng cỏ Camas, Ritzville, Washington phục vụ rìa phía đông của Xứ Big Bend, và Spokane là trung tâm chính của toàn vùng. Vị trí của Spokane rất vượt trội và nó trở thành như thủ đô của Inland Empire, bao gồm tất cả các vùng sản xuất lúa mì, các khu mỏ địa phương, và những khu rừng sản xuất gỗ. Spokane cũng phục vụ như trung tâm giao thông và đường sắt chính của toàn vùng.
Đến năm 1910, mặc dù những thuật từ địa phương như Palouse, Xứ Walla Walla, Big Bend, Xứ Umatilla, và Đồng cỏ Camas tiếp tục nghe quen tai, nhiều người trong vùng bắt đầu nhìn nhận mình đang sống trong Inland Empire, Vành đai Lúa mì, Lưu vực sông Columbia, hoặc đơn giản là Đông Washington, Oregon, hay Bắc Idaho.

## Địa chất
Những đụn bùn vạn hình và kỳ dị, tạo nên đặc điểm của Đồng cỏ Palouse, đã được hình thành trong các đại băng hà (Alt và Hyndman 1989). Các đụn bùn này bị thổi về phía tây và phía nam từ các cánh đồng do băng hà tan ra hình thành. Các ngọn đồi Palouse gồm có ít nhiều những chỗ lồi cao và những chỗ trũng xuống. Những sườn dốc nhất, có thể đến 50% độ dốc, hướng về đông bắc. Hoàng thổ có giá trị sản xuất cao nằm ở độ sâu khoảng từ 5 đến 130 cm. Các khu vực đất bằng phẳng rộng lớn thì hiếm thấy.
Những khu vực đất cao giáp ranh các đồng cỏ như Dãy đất Palouse thường có một khu rừng tùng bác dày đặc.
|  |  |